# Florian Vogel
Florian Vogel (ur. 18 lutego 1982 w Aarau) – szwajcarski kolarz górski, szosowy i przełajowy, wielokrotny medalista mistrzostw świata i Europy MTB.

## Kariera
Pierwszy sukces w karierze Florian Vogel osiągnął w 1999 roku, kiedy zdobył brązowy medal w cross-country juniorów na mistrzostwach świata w Åre. Wynik ten powtórzył na rozgrywanych rok później mistrzostwach świata w Sierra Nevada, na których reprezentacja Szwajcarii w składzie: Christoph Sauser, Florian Vogel, Barbara Blatter i Silvio Bundi zdobyła ponadto srebrny medal w sztafecie. W tym samym roku zdobył srebrny medal wśród juniorów na mistrzostwach Europy w Rhenen. W 2002 roku zdobył trzy medale: brązowy w sztafecie na mistrzostwach świata w Kaprun oraz srebrne w kategorii U-23 i sztafecie na mistrzostwach Europy w Zurychu. Kolejne cztery krążki wywalczył rok później: na MŚ w Les Gets był drugi w sztafecie i trzeci w U-23, a na ME w Wałbrzychu wygrał w sztafecie, a w U-23 ponownie był trzeci. Na ME w Kluisbergen w 2005 roku był drugi w sztafecie, a razem z Martinem Fangerem, Petrą Henzi i Nino Schurterem w tej samej konkurencji zwyciężył na MŚ w Rotorua rok później. W sztafecie Szwajcarzy z Vogelem w składzie wygrywali także podczas MŚ w Fort William i ME w Kapadocji w 2007 roku, przy czym na tej pierwszej imprezie Szwajcar zajął także trzecie miejsce w cross-country elite. W 2008 roku brał udział w igrzyskach olimpijskich w Pekinie, jednak nie ukończył rywalizacji. W tym samym roku zdobył swój jedyny indywidualny złoty medal wygrywając w cross-country podczas mistrzostw Europy w St. Wendel. Zajął także drugie miejsce indywidualnie i w sztafecie na mistrzostwach świata w Val di Sole. Następnie był trzeci na mistrzostwach świata w Canberze w 2009 roku, a ostatni medal zdobył na mistrzostwach Europy w Dohňanach w 2011 roku, gdzie w cross-country przegrał tylko z Czechem Jaroslavem Kulhavým i Francuzem Julienem Absalonem. Wystartował również na igrzyskach w Londynie, gdzie zajął 25. pozycję.